# Jan Boer (schaker)
Jan Boer is een Nederlandse schaker. Hij speelt in Schaakclub Assen en hij is lid van de NSVG: de Nederlandse Schaakvereniging Visueel Gehandicapten. Op 20 november 2004 werd hij voor de vierde keer kampioen van Nederland bij blinden en visueel gehandicapten.